# Hur Suk-ho
Hur Suk-ho (* 20. August 1973 in Seoul), den Golffreunden als SK Ho bekannt, ist ein südkoreanischer Berufsgolfer der Japan Golf Tour.
Nach dem Besuch der Chae Yoog University wurde Ho 1995 Berufsgolfer. Er wandte sich der Japan Golf Tour zu und hat dort bislang sieben Turniere und über 400 Mio. Yen gewonnen. International ist er gelegentlich bei den Major Championships und den Events der World-Golf-Championships-Turnierserie zu sehen.

## Japan Golf Tour Siege
- 2002 Juken Sangyo Hiroshima
- 2004 Japanese PGA Championship, Japan Golf Tour Championship Shishidohills Cup
- 2005 Japanese PGA Championship, JCB Classic Sendai
- 2006 Mizuno Open
- 2008 Tsuruya Open, The Championship by Lexus

## Teilnahmen an Mannschaftswettbewerben
- Royal Trophy (für Asien): 2006, 2007, 2009 (Sieger)